# Tideman van den Berghe
Tideman van den Berghe (ca. 1325 - na 1386) was burgemeester van Brugge.

## Levensloop
Van den Berghe was poorter van Brugge en trad in 1351 toe tot de gilde van de makelaars, waar verschillende van zijn familieleden toe behoorden. In 1351 was hij lid van de 'eed' en in 1368 was hij deken van de gilde.
Hij doorliep een lang curriculum als stadsbestuurder:
- raadslid in 1363, 1366, 1371 en 1384.
- schepen in 1359, 1361, 1362, 1364, 1370, 1383 en 1389.
- thesaurier in 1372, 1375 en 1379.
- burgemeester van de raadsleden in 1374 en 1385.
- burgemeester van schepenen in 1367, 1373 en 1377.

In 1359 werd hij aangesteld, samen met Willem fs. Vernaechte, Willem van Bochout en Jan Canphin, als gevolmachtigd afgevaardigde van Brugge om samen met de afgevaardigden van Gent te onderhandelen met Lübeck en een overeenkomst te treffen met de Duitse Hanze.
Hij was lid en in 1386 'zorger' van de Sint-Joris kruisbooggilde.
Hij was voogd van het Sint-Janshospitaal, van de Bogardenschool en van het hospitaal van de Potterie.
Van den Berghe was heer van Erkegem, een heerlijkheid die deel uitmaakte van Oostkamp en voorzien was van een baljuw, een griffier en rechtsmacht.
Tideman was ook grafelijk muntmeester in Brugge.